# Ojos que no ven (película de 2022)
Ojos que no ven es una película mexicana de suspenso psicológico de 2022 dirigida por Alfonso Zarate (en su debut como director) y escrita por Zarate & Sandra A. Flores Urrea. Está protagonizada por Arcelia Ramírez, Fernanda Castillo y Flavio Medina.

## Sinopsis
La monótona vida de una bibliotecaria de un colegio privado cambia cuando se obsesiona con un chico nuevo que llegó a la institución, al punto que lo trata como al hijo que perdió. Un día decide llevárselo, provocando una crisis en su verdadera madre, Andrea, quien hará todo lo posible para recuperarlo.

## Elenco
Los actores que participan en esta película son:
- Arcelia Ramírez como Elena
- Fernanda Castillo como Andrea
- Flavio Medina como Tomás
- Matías López como Matías
- Héctor Kotsifakis como Velasco
- Claudia Santiago como directora Susana
- Luciana González De León como Luciana
- Azucena Acevedo como Sofía
- Karla Garrido como Enfermera
- César González como Don Pancho

## Lanzamiento
Se estrenó el 17 de noviembre de 2022 en cines mexicanos, luego se estrenó el 4 de enero de 2023 en Vix+.

## Recepción

### Recepción de la crítica
Fernando Zamora de Milenio escribió: "Más allá de influencias y adscripciones a corrientes cinematográficas, Ojos que no ven confirma que el cine mexicano sigue encontrando voz propia. Y es algo que hace treinta años parecía imposible".

### Reconocimientos
| Año  | Premios          | Categoría            | Candidato       | Resultado | Ref.          |
| ---- | ---------------- | -------------------- | --------------- | --------- | ------------- |
| 2023 | Premios Canacine | Mejor actriz         | Arcelia Ramírez | Nominado  | [ 11 ]        |
| 2023 | Premios Canacine | Mejor actor          | Flavio Medina   | Nominado  | [ 11 ]        |
| 2023 | Diosas de Plata  | Mejor Primer Trabajo | Alfonso Zárate  | Nominado  | [ 12 ] [ 13 ] |